# Pjotr Nesterov

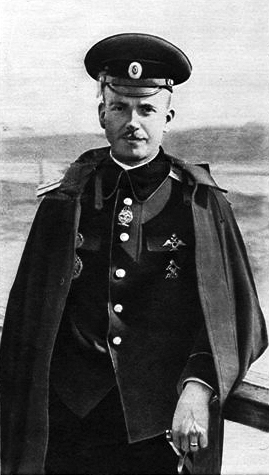
Pjotr Nikolayevich Nesterov

Pjotr Nikolajevitsj Nesterov (Russisch: Пётр Николаевич Нестеров) (Nizjni Novgorod, 27 februari 1887 - Zjovkva, 8 september 1914) was een Russisch piloot, technisch vliegtuigontwerper en grondlegger van het stuntvliegen.

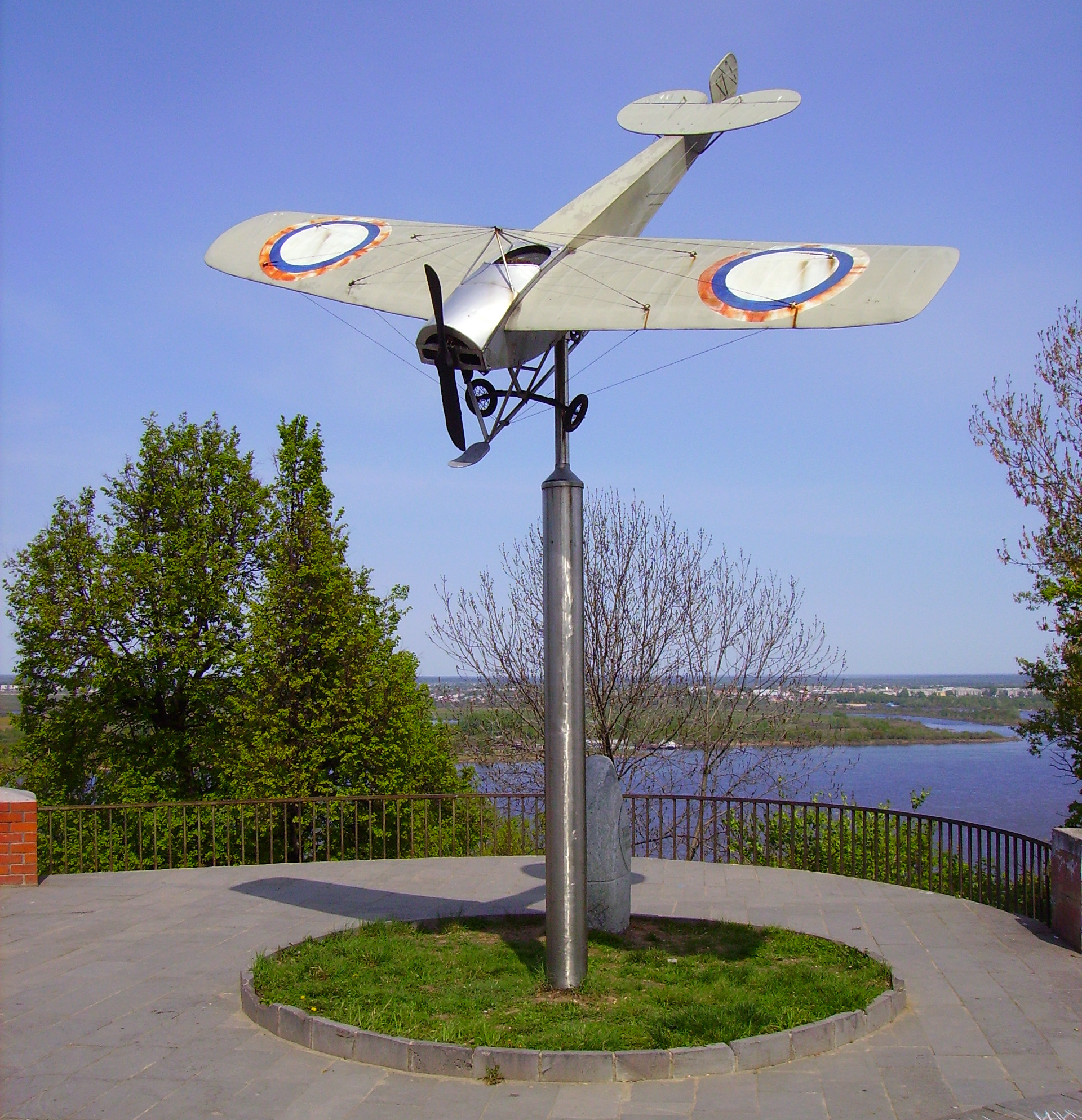
Monument in Nizhny Novgorod van de Nieuport IV G eendekker waarmee hij zijn eerste looping maakte.

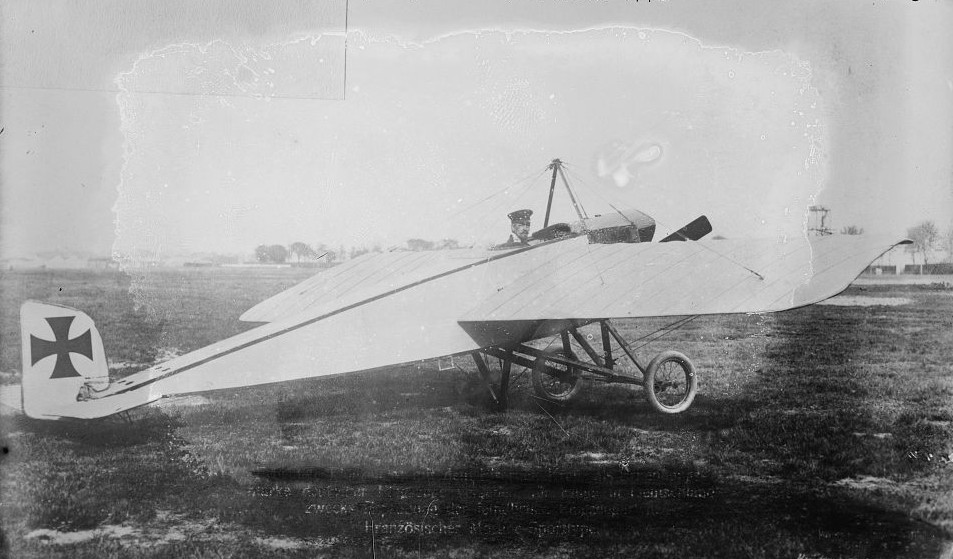
Morane-Saulnier type "G"

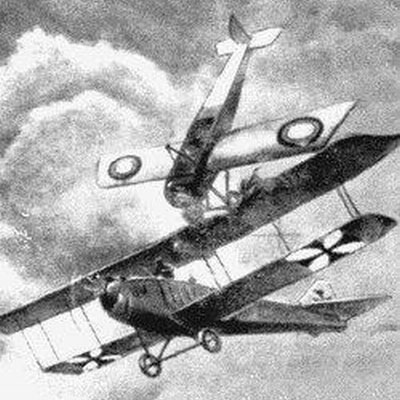
Schilderij met als thema Rammen in de lucht uitgevoerd door Pjotr Nesterov

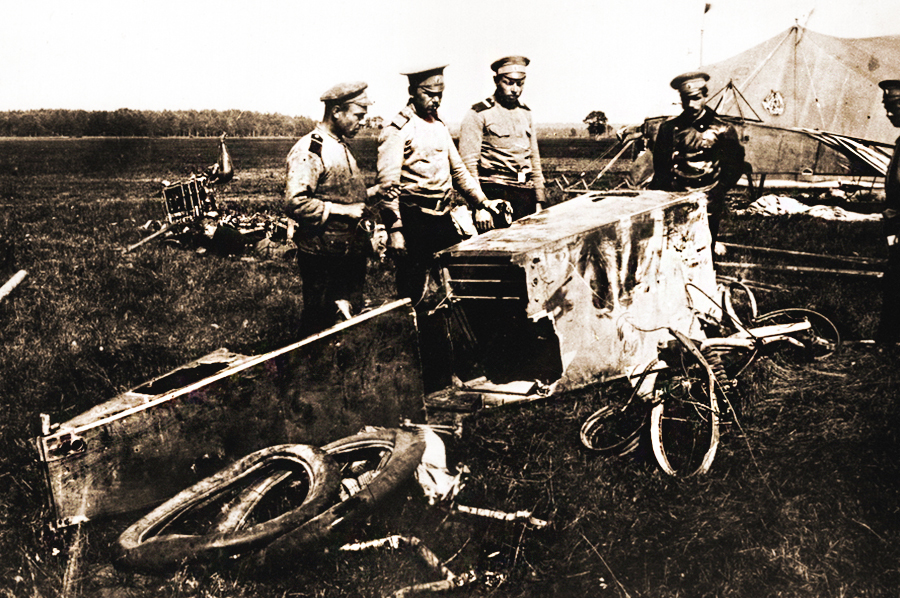
Overblijfselen van de Albatros B.II dubbeldekker die door Nesterov werd neergehaald.

## Leven en carrière
Als zoon van een instructeur aan de militaire academie, koos Nesterov voor een militaire carrière. In augustus 1904 verliet hij de militare school in Nizhny Novgorod en vervolgde zijn opleiding in de artillerieschool. Hij promoveerde tot tweede luitenant en diende bij de 9e Oost-Siberische artilleriebrigade in Vladivostok. 
In 1909 kwam hij in aanraking met de luchtvaart, toen hij voor een opdracht naar een vliegtuigbouwer werd gestuurd. Al snel ging zijn interesse volledig uit naar vliegtuigen. In 1909 ontwierp hij zijn eerste eigen vliegtuig. Dit geavanceerde ontwerp werd niet geschikt bevonden voor realisatie. Twee jaar later vloog Nesterov wel in een zweefvliegtuig dat hij zelf ontworpen had.
In 1911 begon Nesterov formele training als piloot, die hij beëindigde op 11 oktober 1912. Korte tijd later slaagde hij ook voor het examen van militaire piloot. In mei 1913 werd hij de leider van een squadron in Kiëv, waar hij op dat moment nachtvluchten uitvoerde.

## Verwezenlijkingen
Nesterov was ervan overtuigd dat een vliegtuig in staat moest zijn, om een looping te maken, iets wat hem nog niet was voorgedaan. Ondanks de twijfels bij zijn collega's, bewees Nesterov zijn theorie door op 9 september 1913 als eerste piloot een looping te vliegen. Hij deed dit met een Franse Nieuport IV eendekker voorzien van een 70 pk Gnome-motor boven het Syretzk Vliegveld nabij Kiev, voor de ogen van vele toeschouwers. Als straf voor deze stunt kreeg hij tien dagen arrest, voor het "in gevaar brengen van overheidsmateriaal". Door zijn verwezenlijking was hij echter binnen de kortste keren beroemd en toen zijn stunt werd nagedaan door de Fransman Adolphe Pégoud, werd zijn straf omgezet in een promotie tot kapitein. Later kreeg Nesterov ook een medaille. Zo werd hij dus de eerste stuntvlieger en leidde hij anderen op, waarbij hij wees op het belang van deze oefeningen voor militaire piloten. Nesterov verbeterde de vluchtmethodes en ontwierp nieuwe modellen.
Voor Nesterov was de Eerste Wereldoorlog de kans om zijn theorieën om te zetten in de praktijk. Hij liet blijken dat hij bijzonder goed was in het lossen van bommen op precies het juiste moment.
Op 25 augustus 1914 voltooide hij mogelijk de eerste Russische missie met vliegtuigbommen. Hij vloog over Oostenrijkse troepen, terwijl een andere soldaat granaten naar beneden wierp.

## Zelfmoordaanslag
De vliegtuigen waren toen nog onbewapend en Nesterov werd de eerste piloot die een vijandig vliegtuig verwoestte tijdens de vlucht. Op 7 september 1914, na mislukte pogingen om met zijn handwapen het Oostenrijkse Albatros B.II verkenningsvliegtuig van baron Friedrich von Rosenthal en piloot Franz Malina van FLIK 11 te beschadigen, gebruikte hij zijn Morane-Saulnier Type G eendekker (s/n 281) om het te rammen. Het was waarschijnlijk zijn bedoeling om het enkel te raken, maar hierbij raakte ook zijn eigen vliegtuig ernstig beschadigd, met als gevolg dat beide vliegtuigen neerstortten. Het was destijds gebruikelijk om zonder veiligheidsgordel te vliegen, en Nesterov viel uit zijn vliegtuig. De volgende dag bezweek hij aan zijn verwondingen. De Oostenrijkse piloot en observator stierven eveneens. De stad Zjovkva  nabij het beruchte luchtgevecht werd in 1951 hernoemd tot Nesterov, maar in 1992 werd deze naamswijziging ongedaan gemaakt.

## Nalatenschap
Nesterov werd begraven in Kiëv, Oekraïne. Zijn rammethode werd nog met succes gebruikt tijdens de Tweede Wereldoorlog door een aantal Sovjet-piloten, zonder dat ze daarbij het leven lieten. De luchtaanvalstechniek van het rammen, die door Nesterov was geïntroduceerd, werd in het Russisch bekend als taran.
Als eerbetoon aan Nesterov stichtte de Sovjet-Unie de Nesterovbeker voor de ploeg met de beste luchtacrobatie. Deze beker werd gedoneerd aan de Internationale Vliegeniersfederatie in 1962. Hij werd toegekend aan de Men's World Team Champions van het wereld luchtacrobatiekampioenschap.
De door de Russische astronoom Tamara Mikhailovna Smirnova in 1973 ontdekte asteroïdengordel 3071 Nesterov werd naar hem vernoemd.
Zijn nakomelingen verhuisden naar West Orange in New Jersey, en een wijk die begin jaren vijftig werd gebouwd, kreeg een Nestro Road als hoofdstraat.